# Saint-Gobain (bedrijf)

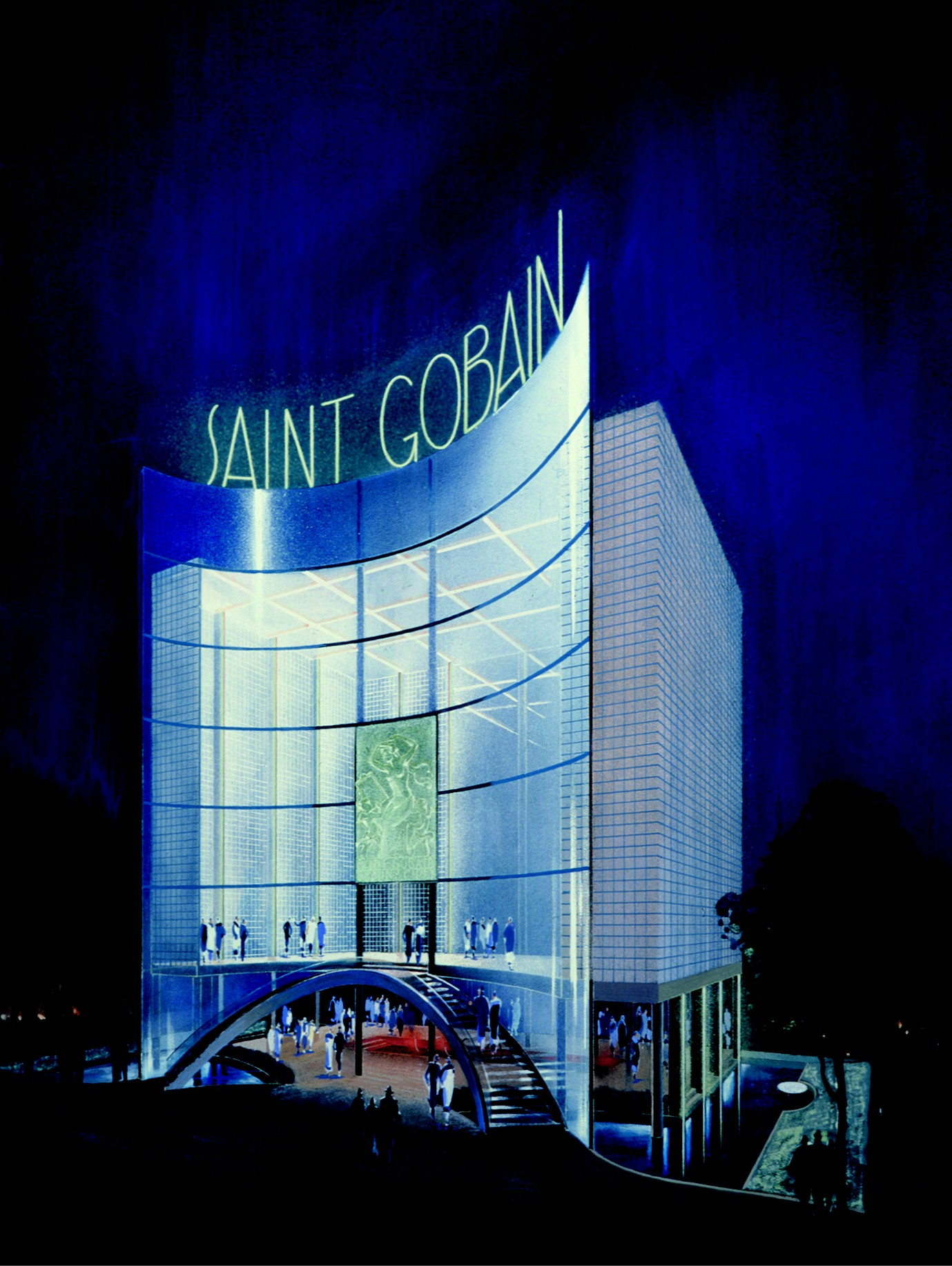
Glasarchitectuur, wereldtentoonstelling 1937

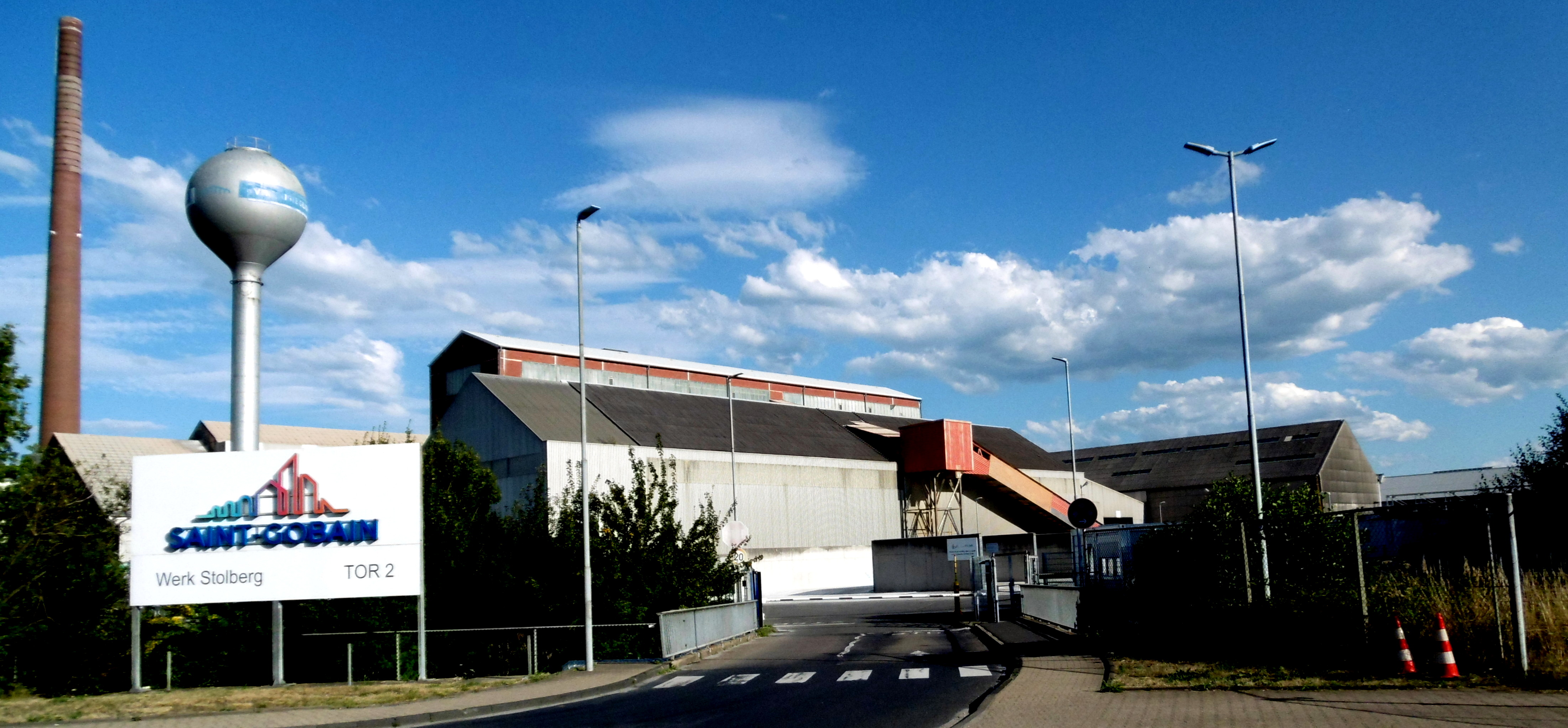
Saint-Gobain in Stolberg

Compagnie de Saint-Gobain is een Frans bedrijf dat onder meer glas produceert. In 2020 was het bedrijf vertegenwoordigd in 70 landen, telde het bijna 170.000 werknemers en had het een omzet van meer dan 38 miljard euro. Het hoofdkantoor is gevestigd in het zakendistrict La Défense bij Parijs.

## Activiteiten
Het bedrijf kent vier divisies:
- Innovatieve materialen, zoals vlakglasproducten, keramische materialen, slijpmiddelen en dergelijke
- Bouw- en constructiematerialen, zoals glaswol, gegoten stalen pijpen
- Distributie van bouwmaterialen
- Verpakkingsmaterialen, zoals glazen flessen

Het heeft fabrieken in 70 landen. Ongeveer twee derde van de omzet wordt behaald in Europa, Midden-Oosten en Afrika en zo'n 15% in Noord- en Zuid-Amerika.

## Geschiedenis
Het bedrijf is opgericht in 1665 in opdracht van de Franse koning Lodewijk XIV die het advies van minister Jean-Baptiste Colbert overnam. Het was een werkplaats om glas te vervaardigen teneinde de Venetiaanse suprematie op dit terrein te ondermijnen. Het glas was voornamelijk bestemd voor spiegels in de woningen van rijke burgers. In 1684 kreeg de werkplaats een belangrijke order: het vervaardigen van 357 spiegels voor de Spiegelzaal van het Paleis van Versailles. In 1692 vestigde het bedrijf zich als Manufacture royale des Grandes Glaces in het verlaten kasteel van Saint-Gobain, waaraan het huidige bedrijf zijn naam te danken heeft. Pas in 1995 werd de historische fabriek te Saint-Gobain definitief gesloten.
Aanvankelijk werd het bedrijf met diverse belastingvrijstellingen gesteund. Het veranderde veelvuldig van wettelijke status en de situatie stabiliseerde zich pas in 1702. Saint-Gobain kreeg een impuls door het uitvinden van het gietproces voor glas. Tot dan werd ook vlakglas via glasblazen verkregen, namelijk door een holle cilinder te blazen, deze open te snijden en uit te rollen. Deze techniek werd in 1763 verlaten. In het tijdvak van 1720-1786 verviervoudigde hierdoor de omzet. Saint-Gobain was het enige bedrijf ter wereld dat de gietmethode hanteerde. De Franse Revolutie maakte echter een eind aan dit monopolie. Er kwam nu concurrentie van Engelse en later ook van Belgische bedrijven. Om deze reden werd de bedrijfsvorm in 1830 omgezet in een Société Anonyme (NV) en werden tal van technische vernieuwingen doorgevoerd. Zo begon men in 1806 met de sodaproductie volgens het toen zeer moderne Leblancproces. Van 1820-1835 werd veel geïnvesteerd in deze Soudière de Chauny.
Tijdens de tweede helft van de 19e eeuw nam de vraag naar glas wereldwijd sterk toe. In 1858 fuseerde Saint-Gobain met zijn belangrijkste concurrent, Saint-Quirin. Als resultaat ontstond een bedrijf met de fraaie naam: Manufacture des Glaces et Produits Chimiques de Saint-Gobain, Chauny et Cirey. Men streefde naar internationale expansie en deze vond plaats vanaf 1853 in Duitsland (Mannheim en Stolberg), in 1899 in Italië (Pisa), in 1900 in België en in 1904 in Spanje. Er werden nieuwe technieken en ontwikkeld, zoals het harden van glas. Voorts werd begin jaren '20 van de 20e eeuw een proces ontwikkeld, waarbij een continue band van glas door een lijn van slijpmachines boven en onder werd gevoerd. Ook kwamen er nieuwe markten, zoals de automobielindustrie. Vuurvaste materialen, glaswol en glasvezel waren nieuwe producten.
Ook de chemische tak diversificeerde sterk. In 1872 beheerste Saint-Gobain 37% van de anorganische procesindustrie in Frankrijk. Het bedrijf was in het Interbellum actief op het terrein van stikstofkunstmest, cellulose- en papierfabricage en aardolieraffinage. In 1924 werd een samenwerkingsovereenkomst met Papeteries Navarre aangegaan. Men verwerkte de dennen die in Les Landes werden aangeplant in de fabrieken van La Cellulose du Pin. Pogingen van Solvay in 1928 en later van Kuhlmann om tot fusie te komen werden afgewezen. In de jaren twintig heeft het bedrijf nog het Picardieglas ontwikkeld.
Na de Tweede Wereldoorlog verwierf Saint-Gobain een belang in de Belgische concurrent Glaceries de Saint-Roch. Het floatglasprocedé, tussen 1953 en 1957 uitgevonden door Alastair Pilkington, werd in 1965 doorgevoerd. Eind 1968 dreigde een vijandige overname door de veel kleinere Franse groep BSN (Boussois-Souchon-Neuvesel). Op dat moment was Saint-Gobain in verwarring over de te voeren strategie. De banken, die de reddingsoperatie hadden gesteund, bepleitten een fusie met het vanouds metallurgische bedrijf Pont-à-Mousson, een bedrijf dat dateert van 1865. Er waren in die tijd wel meer van dit soort fusies, maar deze fusie van twee verschillende bedrijven was succesvol. Men legde zich toe op processen en producten waar beide bedrijven sterk in waren, en wel kapitaalintensieve processen. Bouwmaterialen was een productgroep waarin beide bedrijven elkaar konden versterken. Hieronder vielen ook isolatiematerialen van glasvezel.
Er volgden vele overnames waaronder die van het Amerikaanse bedrijf Norton in 1990, een fabrikant van slijp- en polijstmiddelen. In 1991 werden de Duitse fabrikanten GIAG en Oberlander overgenomen en in 1992 was Saint-Gobain de grootste glasproducent ter wereld. Er volgde echter een crisis en in 1993 werd La Cellulose du Pin verkocht aan het Ierse Smurfit. Daarna werden nog tal van acquisities verricht.
In juni 2015 werd bekend dat de Amerikaanse private-equity-investeerder Apollo Global Management Verallia, het onderdeel dat flessen en glazen potten maakt voor de drank- en voedingsindustrie, wil overnemen. Verallia behaalde in 2014 een omzet van 2,4 miljard euro en een bedrijfswinst van 230 miljoen euro. De glasdivisie telt zo'n 10.000 medewerkers en 47 fabrieken in 13 landen. Saint-Gobain wil al sinds 2007 van deze activiteit af om zich volledig te richten op de productie van bouwmaterialen. In 2011 mislukte een beursgang van Verallia en in hetzelfde jaar werden de Amerikaanse onderdelen van het bedrijf al verkocht aan het Ierse concern Ardagh. Apollo is bereid $ 3 miljard te betalen, maar de mededingingsautoriteiten in diverse landen moeten nog goedkeuring hieraan geven. Apollo onderhandelt ook nog met Banque Publique d'Investissement om diens minderheidsbelang in Verallia over te nemen.

## Saint-Gobain in de Benelux

### Nederland
Saint-Gobain heeft 25 bedrijven in Nederland. Hieronder zijn:
- Saint-Gobain Pipe Systems B.V. te Almere leverancier van nodulair gietijzeren leidingsystemen voor drink- en afvalwater en industrie.
- Saint-Gobain Abrasives te Eibergen vervaardigt slijp- en schuurmiddelen onder de merken Flexovit, Norton, Clipper, Winter, Atlas en Rasta.
- Isover te Etten-Leur, vervaardigt glaswol en glaswolproducten
- Cutilène te Tilburg, opgericht in 1979, vervaardigt glaswolproducten voor tuinbouwkassen
- Weber Beamix te Eindhoven, industriële mortels
- Ecophon te Etten-Leur, leverancier van hoogwaardige akoestische plafond- en wandsystemen gemaakt van duurzame 3e generatie glaswol
- Saint-Gobain Distribution the Netherlands B.V.; Groothandelsbedrijven in bouwmaterialen, te weten: Raab Karcher (40 vestigingen), De Jager-Tolhoek (Zeeland), Van Keulen (Amsterdam), Tegelgroep Nederland (Andelst) en badkamergroothandel Galvano (Eindhoven).
- Vetrotech Saint-Gobain Benelux - Voorlichting en Verkoop Brandwerend en Veiligheidsglas (Nederweert)

### België
Saint-Gobain heeft 20 vestigingen in België. Hieronder zijn:
- Saint-Gobain Materiaux Ceramiques te Hody, produceert materialen op basis van siliciumcarbide en korund voor slijpmiddelen en vuurvaste materialen
- Vestigingen onder meer in Sambreville (vlakglas) en Chaineux (speciaalplastics), Kontich, en Jemeppe-sur-Sambre
- Saint-Gobain Weber Belgium s.a. produceert op twee vestigingen in België droge mortels. Grimbergen als hoofdvestiging en Argenteau als nevenvestiging. Argenteau is sinds 2012 gesloten en ontmanteld.
- De construction-products-divisie te Kallo produceert gipskartonplaten. Het is een van de drie productiebedrijven binnen de Saint-Gobaingroep die dubbelebanenproductie uitvoert (2 × 400 mm en 2 × 600 mm).

### Luxemburg
Saint-Gobain heeft vestigingen in Bascharage en Folkendange.